# Quel mazzolin di fiori
Quel mazzolin di fiori (Ce bouquet de fleurs en français) est un chant populaire italien composé par un auteur anonyme en 1904. Le texte, en italien et partiellement en lombard, est constitué de six quatrains.

## Historique
Bien que sans aucune relation avec la guerre, Quel mazzolin di fiori fut la chanson la plus chantée par les Alpins durant la Première Guerre mondiale et devint célèbre dans toute l'Italie lorsque l'émission de radio dominicale de Dino Verde (it) et Renzo Tarabusi (it) pour les forces armées italiennes la diffusa sur les ondes en 1955-1956.
La chanson fit partie de l'album de Gigliola Cinquetti en 1972 Su e giù per le montagne et fut gravée en 1974 dans l'album de Topo Gigio Topo Gigio a Canzonissima. 
Elle est interprétée en France par Les Compagnons de la chanson et reprise en 2005 sur l'album Nos Jeunes Années publié par Marianne Mélodie.